# Sung Si-bak
Sung Si-bak (Seoel, 18 februari 1987) is een Zuid-Koreaans shorttracker.

## Carrière
Op het wereldkampioenschap shorttrack 2007 won Sung de wereldtitel met de Zuid-Koreaanse aflossingsploeg. Die titel prolongeerden ze op het WK 2008.
Zijn individuele kwaliteiten toonde hij door in de wereldbeker shorttrack 2007/2008 het klassement over 500 meter te winnen en in de wereldbeker shorttrack 2008/2009 het klassement de 1500 meter.
In Vancouver vertegenwoordigde Sung Zuid-Korea op de Olympische Winterspelen 2010. Hij eindigde op de 1500 meter als vijfde, op de 1000 meter als zevende en won twee zilveren medailles, te weten op de 500 meter en met de Zuid-Koreaanse ploeg op de aflossing. Later dat seizoen werd Sung ook tweede op de 1500 meter op het WK.